# Der Triumph der Galatea

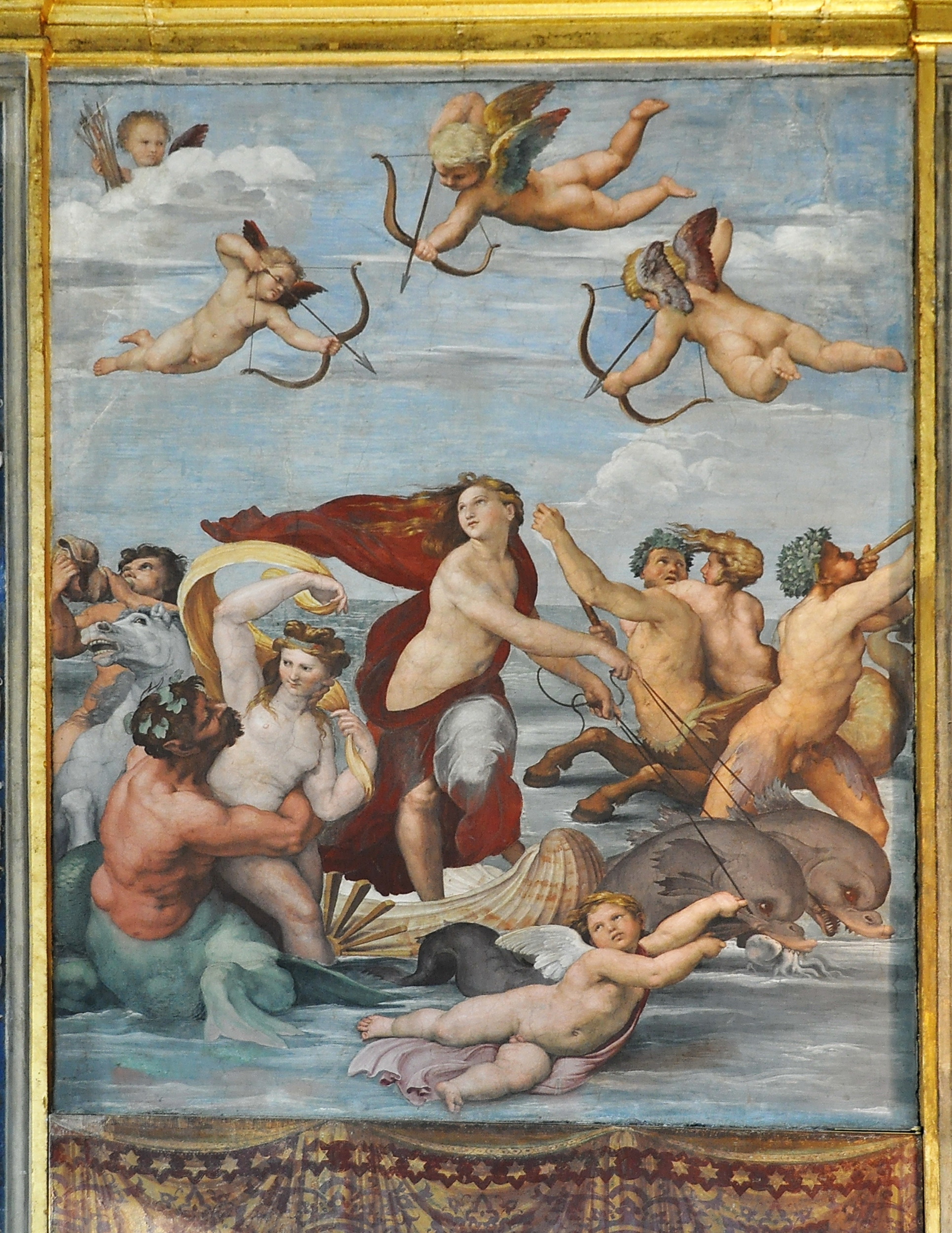
Der Triumph der Galatea

Der Triumph der Galatea ist ein Fresko, das um 1512 von dem italienischen Maler  Raffael für die Villa Farnesina in Rom geschaffen wurde.

## Geschichte
Die Farnesina wurde für den Sieneser Bankier Agostino Chigi, einen der reichsten Männer jener Zeit, gebaut. Später erwarb die Familie Farnese die Villa, die kleiner ist als ihr prunkvollerer Palazzo auf der anderen Seite des Tibers, und benannte sie um. Bei dem Fresko handelt es sich um eine mythologische Szene aus einer Serie, die die offene Galerie des Gebäudes schmückt, eine Serie, die nie vollendet wurde und von den „Stanze per la giostra“ des Dichters Angelo Poliziano inspiriert wurde.

## Beschreibung
In der griechischen Mythologie war die schöne Nereide Galatea in den Bauernhirten Acis verliebt. Ihr Ehemann, der einäugige Riese Polyphem, sah die beiden Liebenden zusammen, warf daraufhin eine riesige Säule und tötete Acis. Sebastiano del Piombo schuf ein Fresko von Polyphem neben Raffaels Werk.
Raffael hat keines der Hauptereignisse der Erzählung gemalt. Er wählte die Szene der Apotheose der Nymphe (Stanze, I, 118–119). Galatea erscheint umgeben von anderen Meeresbewohnern, deren Formen in gewisser Weise von Michelangelo inspiriert sind, während die leuchtenden Farben und die Dekoration von der antiken römischen Malerei inspiriert sein sollen. Auf der linken Seite entführt ein Triton (teils Mensch, teils Fisch) eine Meeresnymphe; dahinter benutzt ein anderer Triton eine Muschel als Trompete. Galatea gleitet in einem Muschelwagen durch die Flut, der von zwei Delphinen gezogen wird.

## Deutungsversuche

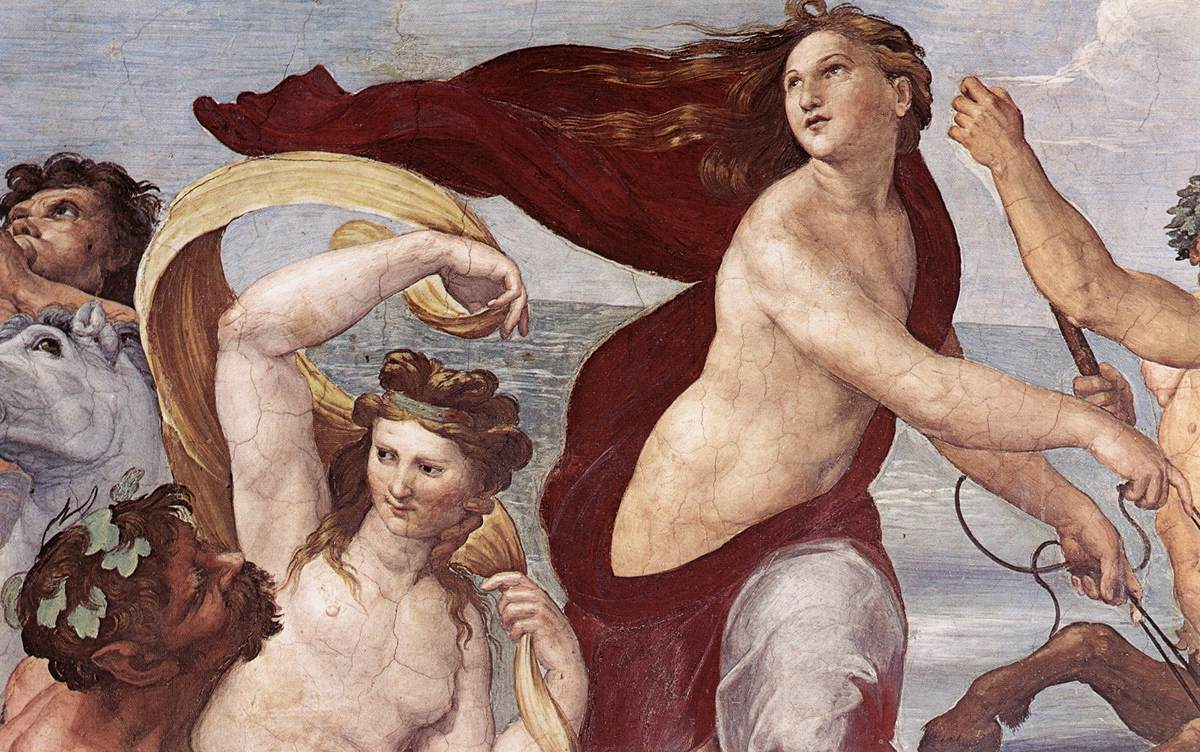

Während einige in dem Modell für Galatea das Bild der Kurtisane Imperia La Divina, der Geliebten von Agostino Chigi und unmittelbaren Zeitgenossin Raffaels, gesehen haben, schrieb Giorgio Vasari, dass Raffael mit Galatea nicht beabsichtigte, irgendeiner menschlichen Person zu ähneln, sondern die ideale Schönheit darzustellen. Auf die Frage, wo er ein Modell von solcher Schönheit gefunden habe, soll Raffael gesagt haben, dass er „eine bestimmte Vorstellung“ verwendet habe, die er in seinem Kopf geformt habe.
In einem Brief an Baldassare Castiglione diktierte Raffael über Pietro Aretino: „Um eine Schönheit zu malen, müsste ich eine Reihe von Schönheiten sehen, vorausgesetzt, Euer Gnaden wären bei mir, um die beste auszuwählen. Aber in Ermangelung guter Richter und schöner Formen benutze ich eine Idee, die mir in den Sinn kommt.“
Antonio Sgamellotti von der Akademie der Lincei und seine Kollegen analysierten die chemische Zusammensetzung des blauen Pigments im Meer und im Himmel des Triumphs der Galatea. Laut Sgamellotti fanden die Forscher Hinweise auf Ägyptisch Blau, ein Pigment, von dem man annimmt, dass es nach dem Fall des Römischen Reiches durch die Verwendung von Lapislazuli ersetzt wurde. Raffael könnte das leuchtende Pigment für diese Darstellung der Heldin eines griechischen Mythos wegen seines Interesses an der antiken Welt gewählt haben, so Sgamellotti.